# Mário Sérgio Pontes de Paiva
Mário Sérgio Pontes de Paiva, detto Mário Sérgio (Rio de Janeiro, 7 settembre 1950 – Medellín, 28 novembre 2016), è stato un allenatore di calcio e calciatore brasiliano, di ruolo centrocampista.

## Carriera

### Club
Mário Sérgio iniziò la sua carriera nel Flamengo, squadra della sua natia Rio de Janeiro, ma non ottenne alcuna presenza in campionato e si trasferì al Vitória di Salvador, dove trovò continuità di rendimento e arrivò a superare le settanta presenze in campionato, aggiudicandosi anche il Campionato Baiano.
Nel 1975 si trasferì ai rivali della sua prima squadra, il Fluminense. Vinse con il club il Campionato Carioca 1975; una volta lasciato il Flu, giocò per altri otto club brasiliani e uno argentino, non superando mai i tre anni di permanenza nella stessa società.
Vinse poi il campionato brasiliano 1979 con l'Internacional, oltre alla Coppa Intercontinentale nel 1983 con il Grêmio, battendo l'Amburgo per 2-1. Dopo una breve esperienza in Europa, in Svizzera nelle file dell'AC Bellinzona, tornò in patria, dove si ritirò con il Bahia nel 1987.

### Nazionale
Debuttò con la maglia del Brasile nel 1981, totalizzando otto presenze.

### Allenatore
Dopo il ritiro, allenò i suoi ex club Vitória e São Paulo oltre al Corinthians. Nel 2007 allenò il Figueirense Futebol Clube, rimanendovi tuttavia solo sei mesi, ma portando la squadra alla finale della Coppa del Brasile 2007, persa 2-1 contro il Fluminense. Dopo una pesante sconfitta, però, la dirigenza del club decise di esonerarlo. Poche settimane dopo, trovò lavoro al Botafogo, altra sua vecchia squadra da calciatore; dopo tre sconfitte su tre partite di campionato giocate, però, fu nuovamente licenziato, venendo sostituito da Cuca.
Nel 2008, dopo un breve passaggio all'Atlético Paranaense, venne nuovamente messo sotto contratto dal Figueirense, salvo poi sostituire Estevam Soares alla guida della Portuguesa. Il 6 marzo 2009 la Portuguesa licenziò il tecnico dopo cinque vittorie, cinque pareggi e due sconfitte e il 5 ottobre dello stesso anno Mário Sérgio è stato ingaggiato dall'Internacional in sostituzione di Tite.

## Palmarès

### Club

#### Competizioni nazionali
- Campionato Baiano: 1

Vitória: 1972
- Campionato Carioca: 1

Fluminense: 1975
- Campionato brasiliano: 1

Internacional: 1979
- Campionato Gaúcho: 1

Internacional: 1981
- Campionato paulista: 1

San Paolo: 1981

#### Competizioni internazionali
- Coppa Intercontinentale: 1

Grêmio: 1983

### Individuale
- Bola de Prata: 4

1973, 1974, 1980, 1981